# آرثر مارشال (ملحن)
آرثر مارشال (بالإنجليزية: Arthur Marshall)‏ هو ملحن أمريكي، ولد في 20 نوفمبر 1881 في مقاطعة سالين في الولايات المتحدة، وتوفي في 18 أغسطس 1968 في كانساس سيتي في الولايات المتحدة.

## وصلات خارجية
- آرثر مارشال على موقع ميوزك برينز (الإنجليزية)
- آرثر مارشال على موقع أول ميوزيك (الإنجليزية)
- آرثر مارشال على موقع ديسكوغز (الإنجليزية)